# Готье III де Бриенн

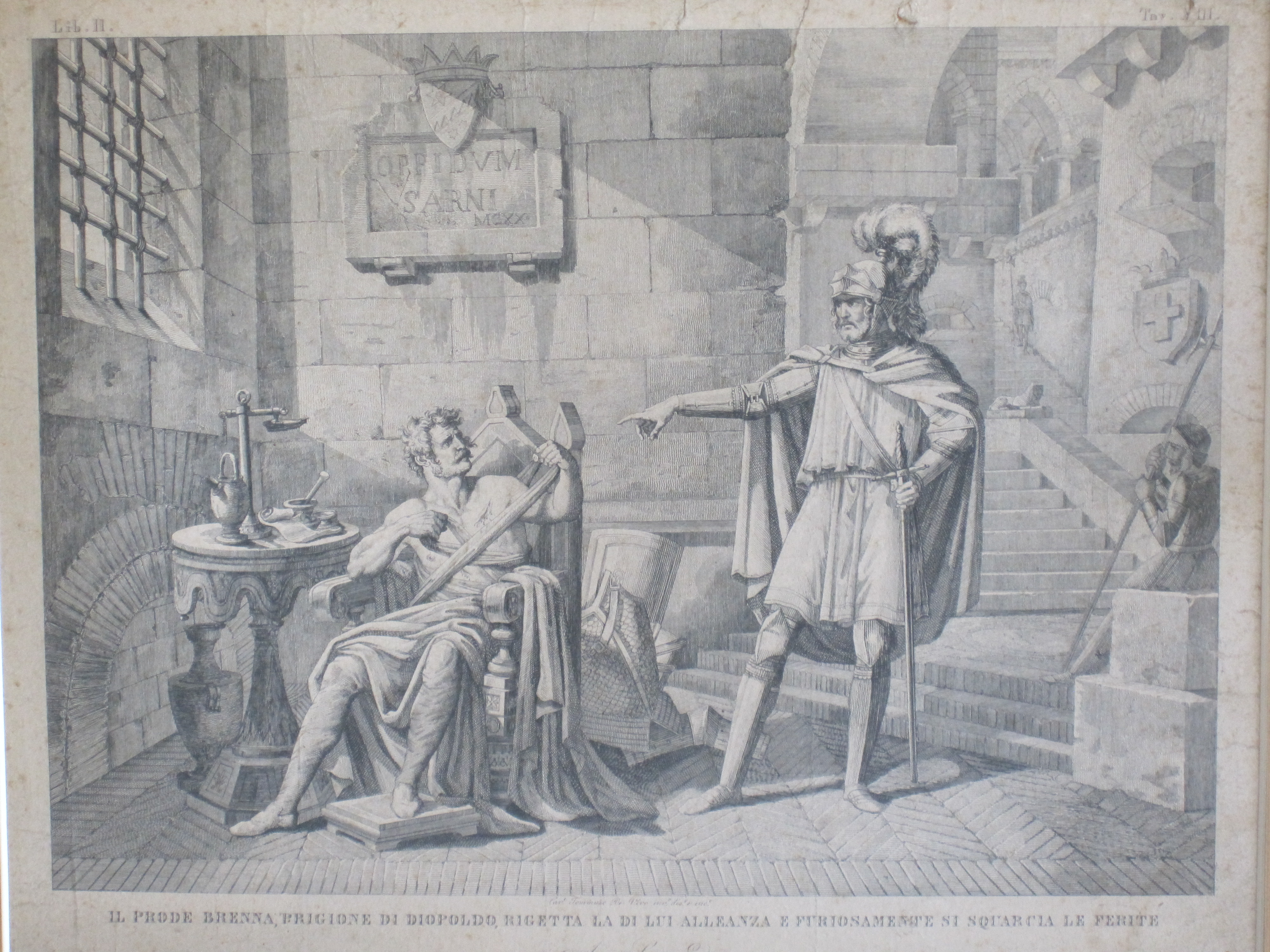
Пленный Готье де Бриенн, отказывающийся от лечения, и Диопольдо ди Ачерра

Готье III (фр. Gautier III de Brienne; ум 1205) — граф де Бриенн с 1190 года, титулярный король Сицилии с 1200 года. Сын Эрара II де Бриенн и его жены Агнес де Монфокон (де Монбельяр).
В 1200 году женился на Эльвире — дочери Танкреда из Лечче, наследнице умершего в 1198 году короля Сицилии Вильгельма III.
Сицилия с 1194 года была занята Штауфенами, и Готье де Бриенн обратился к папе Иннокентию III с просьбой восстановить права жены. Однако Эльвира получила лишь княжество Таранто и графство Лечче, обещанные ей королём Генрихом VI Штауфеном.
Но Готье не согласился с таким решением и под залог своего графства собрал деньги для начала войны за Сицилию. В 1201 году он одержал две победы — 10 июня у Капуи и 1 октября при Каннах.
Однако 11 июня 1205 года недалеко от Сарно Готье де Бриенн попал в засаду, организованную военачальником Штауфенов графом Диопольдо ди Ачерра. Его отряд потерпел поражение, сам он тяжелораненый был пленён и через несколько дней умер.
У него был единственный сын:
- Готье IV, граф де Бриенн (1205—1247).